# ستيلا يونغ
ستيلا يونغ (بالإنجليزية: Stella Young)‏ هي صحفية أسترالية، ولدت في 24 فبراير 1982 في Stawell, Victoria ‏ في أستراليا، وتوفيت في 8 ديسمبر 2014 في ملبورن في أستراليا.

## وصلات خارجية
- ستيلا يونغ على موقع IMDb (الإنجليزية)